# Joseph Jackson
Joseph Walter (Joe) Jackson (Fountain Hill (Arkansas), 26 juli 1928 – Las Vegas, 27 juni 2018) was de vader van de muzikale familie The Jacksons, inclusief de popiconen Michael en Janet Jackson. Ook was hij de manager van The Jackson 5, een groep bestaande uit vijf uiteindelijk zes van zijn zonen.

## Biografie

### Vroege leven
Jackson werd geboren als zoon van Crystal Lee King (1900-1992) en Samuel Jackson (1893-1992). Hij was de oudste van vier kinderen. Joseph Jackson beschreef zijn jeugd als eenzaam. In zijn memoires schreef hij dat hij zelden met andere kinderen speelde. Toen hij achttien werd, ging hij bij zijn moeder in Chicago wonen. Daar ontmoette hij zijn toekomstige vrouw Katherine Scruse. Na een relatie van een paar jaar, trouwde hij met haar. Samen gingen ze in Gary, Indiana wonen, daar werkte Jackson, die vroeger een bokser was, fulltime bij Gary's U.S. Steel Company, terwijl Katherine voor hun groeiend aantal kinderen zorgde, wat er uiteindelijk negen werden. In de jaren vijftig begon Jackson een muziekcarrière met zijn broer Luther. Hij speelde gitaar in een band genaamd The Falcons. The Falcons zijn nooit buiten Gary bekend geworden en gingen na een paar jaar uit elkaar. Jackson bleef wel gitaar spelen, met zijn familie.

### The Jackson 5
In 1964 ontdekte Jackson dat zijn oudste drie zonen, Jackie, Tito en Jermaine, muzikaal talent hadden, nadat ze gezien waren met zijn gitaar. Nadat Tito had gespeeld op de gitaar en zijn broers hem vocaal begeleidden, hielp hij een vroege incarnatie te vormen van The Jackson 5 met twee jongens uit de buurt die later werden vervangen door de jongere broers Marlon en Michael.
Na een paar jaar begonnen de Jackson broers betaalde optredens te geven, waarna zij al gauw ontdekt werden en een contract kregen bij Motown in 1969. Al snel werden zij een wereldwijde sensatie. Joseph Jackson begon echter zijn rol als manager kwijt te raken, doordat Berry Gordy van Motown die rol steeds meer van hem overnam. Toen de hele Jackson familie naar Las Vegas ging, kwam die rol van manager weer helemaal terug bij Joseph, hij hielp de jongens aan een platencontract bij CBS, nadat zij Motown verlieten omdat ze daar hun creativiteit geen vrijheid mochten geven.

### Verlaten van het nest
Na een paar jaar gingen zijn zoons weg bij zijn managementbedrijf om met andere managers samen te werken. Jermaine was de eerste die van manager wisselde. In 1982 managede Joseph ook de carrières van zijn twee dochters La Toya en Janet, tot ook zij zijn bedrijf verlieten en andere managers namen.